# Free State Cheetahs
I Free State Cheetahs, conosciuti in precedenza come Orange Free State, sono un club sudafricano di rugby a 15 che partecipa annualmente alla Currie Cup. Sono governati dalla Free State Rugby Union che si occupa dell'organizzazione del rugby nella provincia di Free State. La squadra disputa le gare casalinghe al Free State Stadium di Bloemfontein, città sede del club.
I Cheetash hanno vinto sei volte la Currie Cup, tre volte consecutivamente dal 2005 al 2007, e una Vodacom Cup. Fin dall'avvento del professionismo sono stati considerati una delle cinque federazioni provinciali più importanti del Sudafrica. La squadra fa parte della franchigia dei Central Cheetahs in Super Rugby e i suoi giocatori possono essere selezionati in questa funzione.

## Storia
Fondata nel 1895 per rappresentare lo Stato Libero dell'Orange nella Currie Cup, la squadra ha disputato la sua prima finale solamente nel 1973, mentre nel 1976 ha vinto il suo storico primo titolo. Dopo avere perso otto finali tra il 1973 e il 2004, nel triennio 2005-2007 è riuscita ad imporsi in tre occasioni consecutive: due finali vinte contro i Blue Bulls e una contro i Golden Lions. Nel 2016 e nel 2019 conquista altre due Currie Cup, superando nuovamente Blue Bulls e Golden Lions.
Uno dei suoi giocatori più emblematici è stato il pilone Os du Randt, l'unico giocatore sudafricano due volte Campione del mondo con la propria Nazionale nel 1995 e nel 2007.

## Risultati delle finali

### Currie Cup
| Anno | Vincitori                      | Risultato | Finalista           | Sede                             |
| ---- | ------------------------------ | --------- | ------------------- | -------------------------------- |
| 1973 | Northern Transvaal             | 30-22     | Orange Free State   | Loftus Versfeld, Pretoria        |
| 1975 | Northern Transvaal             | 12-6      | Orange Free State   | Free State Stadium, Bloemfontein |
| 1976 | Orange Free State              | 33-16     | Western Province    | Free State Stadium, Bloemfontein |
| 1977 | Northern Transvaal             | 27-12     | Orange Free State   | Loftus Versfeld, Pretoria        |
| 1978 | Northern Transvaal             | 13-9      | Orange Free State   | Free State Stadium, Bloemfontein |
| 1981 | Northern Transvaal             | 23-6      | Orange Free State   | Loftus Versfeld, Pretoria        |
| 1994 | Transvaal                      | 56-35     | Orange Free State   | Springbok Park, Bloemfontein     |
| 1997 | Western Province               | 14-12     | Free State Cheetahs | Newlands Stadium, Città del Capo |
| 2004 | Blue Bulls                     | 42-33     | Free State Cheetahs | Loftus Versfeld, Pretoria        |
| 2005 | Free State Cheetahs            | 29-25     | Blue Bulls          | Loftus Versfeld, Pretoria        |
| 2006 | Free State Cheetahs Blue Bulls | 28-28     |                     | Free State Stadium, Bloemfontein |
| 2007 | Free State Cheetahs            | 20-18     | Golden Lions        | Free State Stadium, Bloemfontein |
| 2009 | Blue Bulls                     | 36-24     | Free State Cheetahs | Loftus Versfeld, Pretoria        |
| 2016 | Free State Cheetahs            | 36-16     | Blue Bulls          | Free State Stadium, Bloemfontein |
| 2019 | Free State Cheetahs            | 31-28     | Golden Lions        | Free State Stadium, Bloemfontein |

### Vodacom Cup
| Anno | Vincitori           | Risultato | Finalista           | Sede                             |
| ---- | ------------------- | --------- | ------------------- | -------------------------------- |
| 2000 | Free State Cheetahs | 44-24     | Griquas             | Free State Stadium, Bloemfontein |
| 2008 | Blue Bulls          | 25-21     | Free State Cheetahs | Loftus Versfeld, Pretoria        |
| 2010 | Blue Bulls          | 31-29     | Free State Cheetahs | Loftus Versfeld, Pretoria        |